# Lothar Walsdorf

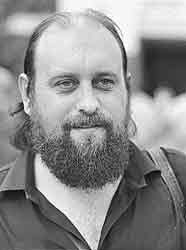
Lothar Walsdorf (1988)

Lothar Walsdorf (* 16. Oktober 1951 in Zittau; † 5. Juli 2004 in Berlin) war ein deutscher Schriftsteller und Hörspielautor.

## Leben
Lothar Walsdorf wuchs ohne Vater mit Mutter und Großmutter in einem Dorf bei Bautzen auf, wo er viel Zeit allein im Wald verbrachte. Als seine Mutter erblindet und in ein Pflegeheim kommt, kam er 1961 ins Kinderheim. Damals begann er Tagebuch zu schreiben, meist in Gedichtform. Als er aus dem Heim ausriss, kam er in ein Heim für Schwererziehbare. Bis 1967 war er in verschiedenen Kinderheimen. Einer sich anschließenden Lehrausbildung in einer LPG entzog er sich wieder durch Flucht. Ab 1968 lebte er längere Zeit bei einer Pflegemutter in Bautzen. 1969 machte er eine Lehre zum Chemiefacharbeiter und leistete danach seinen Armeedienst ab.
Bis 1979 lebte Walsdorf weiter in Bautzen. In dieser Zeit arbeitete er, um schreiben zu können, in verschiedenen Gelegenheitsjobs: Beifahrer, Museumsarbeiter, Fensterputzer, Restaurator, Wasseruhrenableser. Nachdem Franz Fühmann auf ihn aufmerksam wurde, bereitete der Aufbau-Verlag die Herausgabe seines ersten Lyrikbands Der Wind ist auch ein Haus vor. Seit Ende 1979 lebte Lothar Walsdorf in Berlin. Zunächst wohnte er bei einer Lektorin des Verlages und forderte dann öffentlich eine Wohnung, die er dann in Königs Wusterhausen erhielt. 
Später war Walsdorf auch als Hörspiel- und Theaterautor tätig.
Am 5. Juli 2004 ist Lothar Walsdorf unter noch ungeklärten Umständen im Alter von 52 Jahren gestorben. Sein Verlag erfuhr davon erst durch eine Nachfrage beim Einwohnermeldeamt.
„Er hinterließ ein literarisches Werk, das noch auf seine Entdeckung wartet.“ (Agnieszka Lessmann im Hörspielkalender, DLF, 21. Mai 2005).

## Werke
- Der Wind ist auch ein Haus. Gedichte. Berlin: Aufbau Verlag, 1981.
- Grün weht der Lärm ins Land. Kinderbuch. 1982.
- Im gläsernen Licht der Frühe. Gedichte. Berlin: Aufbau Verlag, 1983.
- Über Berge kam ich. Gedichte. Berlin: Aufbau Verlag, 1987.

## Hörspiele
- 1981: Hochzeit vorübergehend – Regie: Ingeborg Medschinski (Kinderhörspiel – Rundfunk der DDR)
- 1981: Sommerpferdchen – Regie: Ingeborg Medschinski (Kinderhörspiel – Rundfunk der DDR)
- 1987: Die Mittagsfrau – Regie: Peter Brasch (Kinderhörspiel – Rundfunk der DDR)
- 1988: Monologe – Regie: Horst Liepach (Hörspiel – Rundfunk der DDR)